# Rice County (Kansas)
Rice County ist ein County im US-Bundesstaat Kansas der Vereinigten Staaten. Das U.S. Census Bureau hat bei der Volkszählung 2020 eine Einwohnerzahl von 9427 ermittelt.
Der Verwaltungssitz (County Seat) ist Lyons. Das County gehört zu den Dry Countys, was bedeutet, dass der Verkauf von Alkohol eingeschränkt oder verboten ist.

## Geographie
Das County liegt im geographischen Zentrum von Kansas und hat eine Fläche von 1886 Quadratkilometern, wovon vier Quadratkilometer Wasserfläche sind. Es grenzt im Uhrzeigersinn an folgende Countys: Ellsworth County, McPherson County, Reno County, Stafford County und Barton County.

## Geschichte

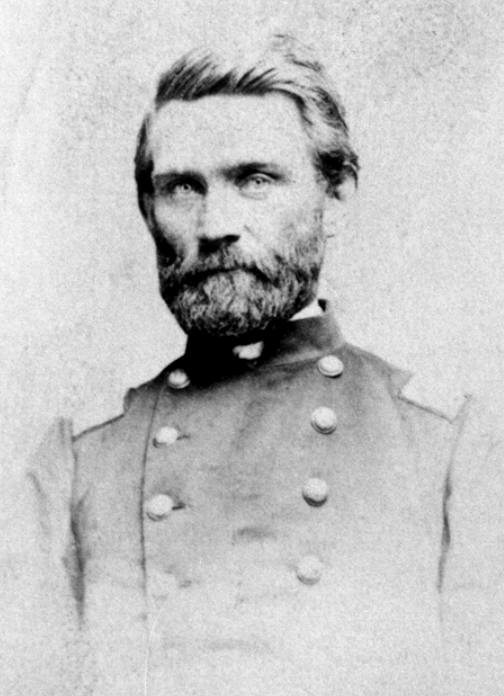
Samuel Allen Rice

Rice County wurde am 26. Februar 1867 gebildet. Benannt wurde es nach Samuel Allen Rice, einem Brigadegeneral der US-Freiwilligen im Amerikanischen Bürgerkrieg, der am 30. April 1864 bei Jenkins Ferry (Arkansas) getötet wurde.
Am 1. März 1872 wurde die erste Sonntagsschule organisiert und die ersten Schulbezirke wurden gebildet. Der erste Eisenbahnzug fuhr am 22. Juli 1872 durch das County, auf seinem Weg von Hutchinson nach Larned. Im gleichen Jahr wurde die Salina, Atlanta & Raymond Railway Company gegründet.
Die erste Zeitung, der Rice County Herald erschien am 19. April 1872. Es folgten: The Rice County Gazette (1876), Homesteader (1876), The Weekly Bulletin (1877), The New Home (1879), The Recorder (1879), The Lyons' Republican (1879), The Central Kansas Democrat (1879) und The Rural West (1881).
Im Rice County liegt eine National Historic Landmark, der Tobias-Thompson Complex. Insgesamt sind 16 Bauwerke und Stätten des Countys im National Register of Historic Places eingetragen (Stand 30. August 2017).

## Demografische Daten

Alterspyramide des Rice Countys (Stand: 2000)

Nach der Volkszählung im Jahr 2000 lebten im Rice County 10.761 Menschen in 4050 Haushalten und 2830 Familien im Rice County. Die Bevölkerungsdichte betrug 6 Einwohner pro Quadratkilometer. Ethnisch betrachtet setzte sich die Bevölkerung zusammen aus 94,68 Prozent Weißen, 1,15 Prozent Afroamerikanern, 0,57 Prozent amerikanischen Ureinwohnern, 0,33 Prozent Asiaten, 0,04 Prozent Bewohnern aus dem pazifischen Inselraum und 1,84 Prozent aus anderen ethnischen Gruppen; 1,39 Prozent stammten von zwei oder mehr Ethnien ab. 5,61 Prozent der Bevölkerung waren spanischer oder lateinamerikanischer Abstammung.
Von den 4050 Haushalten hatten 31,2 Prozent Kinder unter 18 Jahren, die mit ihnen gemeinsam lebten. 59,1 Prozent waren verheiratete, zusammenlebende Paare, 7,2 Prozent waren allein erziehende Mütter und 30,1 Prozent waren keine Familien. 27,8 Prozent aller Haushalte waren Singlehaushalte und in 15,3 Prozent lebten Menschen mit 65 Jahren oder darüber. Die Durchschnittshaushaltsgröße betrug 2,44 und die durchschnittliche Familiengröße betrug 2,97 Personen.
24,7 Prozent der Bevölkerung waren unter 18 Jahre alt. 13,3 Prozent zwischen 18 und 24 Jahre, 22,8 Prozent zwischen 25 und 44 Jahre, 21,3 Prozent zwischen 45 und 64 Jahre und 18,0 Prozent waren 65 Jahre alt oder älter. Das Durchschnittsalter betrug 38 Jahre. Auf 100 weibliche Personen kamen 92,2 männliche Personen. Auf 100 erwachsene Frauen ab 18 Jahren kamen 88,2 Männer.
Das jährliche Durchschnittseinkommen eines Haushalts betrug 35.671 USD, das Durchschnittseinkommen einer Familie betrug 40.960 USD. Männer hatten ein Durchschnittseinkommen von 31.175 USD, Frauen 18.968 USD. Das Prokopfeinkommen betrug 16.064 USD.
8,5 Prozent der Familien und 10,7 Prozent der Bevölkerung lebten unterhalb der Armutsgrenze.

## Orte im County
- Alden
- Bushton
- Chase
- Crawford
- Frederick
- Galt
- Geneseo
- Little River
- Lyons
- Mitchell
- Pollard
- Raymond
- Saxman
- Silica
- Sterling

Townships
- Atlanta Township
- Bell Township
- Center Township
- East Washington Township
- Eureka Township
- Farmer Township
- Galt Township
- Harrison Township
- Lincoln Township
- Mitchell Township
- Odessa Township
- Pioneer Township
- Raymond Township
- Rockville Township
- Sterling Township
- Union Township
- Valley Township
- Victoria Township
- West Washington Township
- Wilson Township